# Diseño experimental

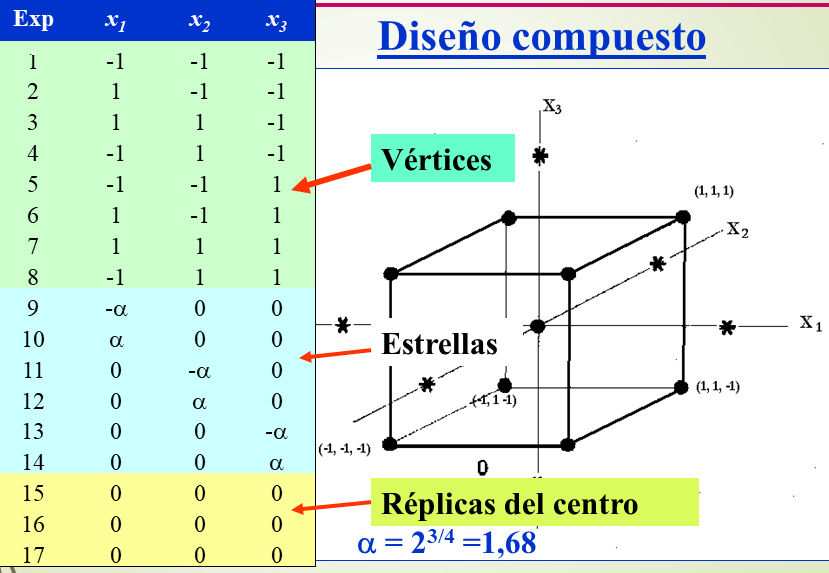
Ejemplo de diseño de tres factores (variables) basado en un modelo geométrico.

El diseño experimental o diseño de experimentos, se refiere al proceso previo de planificación de un experimento con la finalidad de  recopilar los datos adecuados, que posteriormente tratados de forma adecuada, permitan extraer conclusiones válidas y objetivas.  Para alcanzar estos objetivos y con el fin de que las conclusiones no estén sometidas a sesgo alguno, es muy conveniente e importante que el tratamiento de los datos obtenidos a partir del diseño sea llevado a cabo mediante métodos estadísticos. En realidad, cuando el problema involucra datos sujetos a errores experimentales, cosa muy habitual, la metodología estadística es el único enfoque objetivo para el análisis.
En su forma más simple, mediante el diseño experimental se busca predecir el resultado final de un experimento introduciendo un cambio en las precondiciones experimentales (p. e., temperatura, presión, etc.), representadas por una o más variables independientes, también conocidas como factores. De la elección adecuada de estos factores y de la magnitud de los mismos depende el resultado final del experimento. Este resultado recibe el nombre de  "variable de respuesta" o respuesta experimental. El diseño experimental también puede buscar e identificar aquellas variables de control que deben mantenerse constantes para evitar que factores externos afecten a los resultados. Por consiguiente, el diseño experimental implica no solo la selección de variables independientes, dependientes y de control adecuadas, sino también la planificación de la ejecución del experimento en condiciones estadísticamente óptimas, dadas las limitaciones de los recursos disponibles. 
El diseño experimental encuentra aplicaciones en la industria, la agricultura, la mercadotecnia, la medicina, la ecología, las ciencias de la conducta, etc. constituyendo una fase esencial en el desarrollo de un estudio experimental.

## Introducción histórica
Los investigadores realizan experimentos en prácticamente todos los campos de investigación científica o técnica, con la finalidad de descubrir algo sobre un proceso o sistema en particular. Literalmente, un experimento es una prueba o más foralmente, un conjunto de pruebas en las que se realizan cambios intencionados en las variables de entrada (factores) de un proceso o sistema para poder observar e identificar las razones de los cambios que puedan observarse en la respuesta de salida (respuesta experimental). Cualquiera de estos experimentos requieren de una planificación previa y dependiendo de cómo se realice esta, el resultado final puede variar en gran medida. Un experimento con un buen diseño y un modelo adecuado no solo proporciona más información, sino que también permite lograr condiciones experimentales óptimas, mientras que un experimento con un diseño fallido puede proporcionar información muy deficiente.
En sentido amplio, un diseño experimental no es más que un plan para descubrir o probar conexiones causales, siendo el experimento la ejecución de dicho plan. En un sentido más restringido, el diseño experimental incluye la idea de que el investigador provoca un fenómeno en lugar de esperar a que ocurra.  Por consiguiente, es posible conjeturar que ya el hombre primitivo realizaba experimentos sobre la base de un plan. Ello le permitió, por ejemplo, diferenciar las plantas medicinales de las venenosas, establecer el método más efectivo para cazar animales o introducir mejoras en sus herramientas. Sin embargo, estos experimentos, en su mayoría, no se basaban en un estudio sistemático de las condiciones experimentales, como establece el principio del diseño experimental, sino, más bien en ensayos de prueba y error  en los que rara vez se modificaba más de una variable. Este tipo de pruebas basadas en ensayo y error no suelen ser muy eficaces, aunque no quiere ello decir que no puedan terminar en  importantes mejoras tecnológicas o del conocimiento, pues de hecho se han venido utilizado desde los albores de la humanidad con mayor o menor éxito. Lo que ocurre es que a menudo redundan en un consumo de tiempo y de inversión económica alto, pues no siempre las mejoras entre dos pruebas son apreciables, pudiendo darse el caso de que en algunas ocasiones los resultados de verificación sean incluso peor, lo que obliga al experimentador a volver hacia atrás y en casos extremos a replantear nuevamente el proceso de optimización.  Es a partir del Renacimiento  cuando comienzan a sentarse las bases lógicas de lo que luego será el razonamiento experimental, apareciendo las primeras sistematizaciones relevantes sobre procedimientos experimentales; es decir, con la aparición del método científico. 
El empleo de la metodología estadística en la experimentación científica y técnica empezó a utilizarse en el siglo XIX, siendo el filósofo-científico Charles S. Peirce quien desarrolló una teoría de la inferencia estadística en "Ilustraciones de la lógica de la ciencia" (1877-1878) y "Teoría de la inferencia probable" (1883), dos publicaciones que enfatizaron la importancia de la inferencia basada en la aleatorización en estadística. Peirce también realizó diseños ciegos de medidas repetidas para evaluar su capacidad para discriminar pesos. Este experimento de Peirce inspiró a otros investigadores en psicología y educación, quienes desarrollaron una tradición de investigación de experimentos aleatorios en laboratorios y libros de texto especializados en el siglo XIX.  Durante el siglo XIX y comienzos del siglo XX se sentaron las bases de las herramientas estadísticas para el diseño y optimización de los experimentos. Joseph Diaz Gergonne  sugirió un diseño pionero para la optimización mediante modelos de regresión polinómica en 1815 y el mismo Peirce también contribuyó con la primera publicación sobre un diseño óptimo para modelos de regresión en 1876.  Ya, en el siglo XX, en 1918, la matemática danesa Kirstine Smith publicó diseños de optimización mediante modelos polinomios de grado seis (y menores) por lo que se considera a esta científica la creadora del campo del diseño óptimo de experimentos.
Sin embargo, el gran pionero  del diseño experimental estadístico, visto desde un punto de vista más general, fue Ronald A. Fisher,  considerado  como el padre del diseño experimental. A la lista de los pioneros de su uso hay que añadir los de Frank Yates, W.G. Cochran y George Edward Box. Muchas de las aplicaciones originarias del diseño experimental estuvieron relacionadas con la agricultura y la biología, disciplinas de las que procede parte de la terminología propia de dicha técnica. Las aplicaciones a la industria textil comenzaron en la década de 1930 en Inglaterra y se popularizaron y extendieron a las industrias química y manufacturera de Europa y EE. UU. tras la II Guerra Mundial. Es de notar su uso actual en la industria de la electrónica y los semiconductores.

## Fisher
Durante la década de 1920 y comienzo de la de 1930, el biólogo y estadístico inglés Ronald Fisher fue el responsable del análisis de datos y estudio estadístico de la Rothamsted Agricultural Experimental Station, en las proximidades de Londres y mediante el estudio de los datos obtenidos, se percató  de que ciertas fallas en la forma en que se había realizado el experimento, generaban resultados que a menudo dificultaban su posterior evaluación y análisis. Interactuando  con científicos e investigadores de diversos campos, desarrolló las ideas que condujeron a los principios básicos del diseño experimental: aleatorización, replicación y manejo en bloques. Fischer introdujo sistemáticamente el pensamiento estadístico y los principios de la investigación experimental, incluyendo el concepto de diseño factorial y el análisis de varianza. Sus libros The Arrangement of Field Experiments (1926) y The Design of Experiments (1935), publicados en sucesivas ediciones durante  gran parte del siglo XX, tuvieron una profunda influencia en el uso de la estadística en la experimentación científica.

### Principios de Fisher
Buena parte de su obra pionera trató de las aplicaciones agrícolas de sus métodos de estadística. Por ejemplo, describió cómo probar la hipótesis de la catadora de té. Estos métodos estadísticos se han adaptado tanto a las ciencias experimentales como a las ciencias sociales y se usan todavía, de forma amplia y profusa en múltiples campos de la ingeniería y de la industria que se difieren del diseño y análisis de experimentos de computación.
Comparación
En algunos campos de estudio no es posible tener medidas independientes que conectan a una norma de metrología trazable. Comparaciones entre tratamientos se valen mucho más y normalmente se las prefieran. A menudo se compara con un control científico o tratamiento tradicional que actúa como un punto de referencia.
Aleatorización
Aleatorización es el proceso de asignar individuos al azar a grupos o a grupos distintos en un experimento. La asignación aleatoria a grupos (o condiciones adentro de un grupo) distingue a rigorosos verdaderos experimentos de un estudio observacional o cuasi-experimental. Existe un cuerpo extensivo de teoría matemática que explora las consecuencias de asignar las unidades de tratamiento por medio de algún método aleatorio como las tablas de números aleatorios, o el uso de aparatos aleatorios como naipes o dados. Asignar unidades de tratamiento aleatoriamente tiende a mitigar los factor de confusión, los cuales hacen que los efectos que no son por tratamientos parecer como sí fuesen resultados del tratamiento. Los riesgos que se asocian con una asignación aleatoria (como tener un desbalance serio en una característica clave entre un grupo en tratamiento y un grupo de control) se calculan y así se las dirigen a un nivel más bajo y aceptable por el hecho de usar bastantes unidades de experimentación. Se pueden generalizar los resultados de un experimento de las unidades de experimentación a una población estadística de unidades pero solo si las unidades de experimentación son un muestreo de la población más grande; el error probable de tal extrapolación depende del tamaño de la muestra, entre otras cosas.
Réplica estadística
Normalmente se sujetan medidas a la variación y la incertidumbre de medidas significa que se las repiten y con experimentos enteros se los replican para ayudar a identificar los fuentes de la variación, por poder estimar los efectos verdaderos de tratamientos, por fortalecer su fiabilidad y su validez, y por agregar al conocimiento del tópico. Sin embargo, necesita el cumplimiento de ciertas condiciones antes que la réplica se comience: la cuestión de investigación original se ha publicado en una revista de revisión por pares o citado ampliamente, el investigador es independiente del experimento original, el investigador debe primero intentar replicar los resultados del experimento original usando la data original, y el resumen debe decir que el estudio es una réplica que intente seguir en los pasos del original en lo más estricto posible.

### Prueba F de Fisher
Se utiliza para las comparaciones de los componentes de la desviación total. Por ejemplo, en una forma, o el ensayo ANOVA de un solo factor, la significación estadística es probada para comparando la estadística de la prueba de F
{\displaystyle F={\dfrac {\mbox{variance of the group means}}{\mbox{mean of the within-group variances}}}}
{\displaystyle F^{*}={\frac {\mbox{MSTR}}{\mbox{MSE}}}\,}
donde:
1. Número de tratamientos: {\displaystyle {\mbox{MSTR}}={\frac {\mbox{SSTR}}{I-1}}}, I
2. Total de casos: {\displaystyle {\mbox{MSE}}={\frac {\mbox{SSE}}{n_{T}-I}}}, nT'

a F-distribución con el  del  I-1,  secundario< del > n< T> /sub grados de libertad. Usar la F-distribución es un candidato natural porque la estadística de la prueba es el cociente de dos sumas malas de los cuadrados que tienen a distribución del chi-cuadrado.

## Principios básicos y pautas en el diseño experimental
El diseño experimental suele tener, como fin último, el establecimiento de los valores que deben tomar aquellos factores que afectan al resultado experimental, de forma que en el futuro se obtengan los resultados óptimos (p. e. máximo rendimiento de la producción, menor costo, etc.) cuando se apliquen esos valores. Para alcanzar este fin, en primer lugar se deben seleccionar aquellos  factores más importantes que tienen el mayor efecto sobre el resultado final buscado y basándose en la experiencia subjetiva del experimentador hacer ensayos independientes para determinar sus valores óptimos.  El éxito dependerá del nivel de conocimiento del experto en la materia. Si el conocimiento es bajo, la carga de trabajo podría ser considerable.   Un segundo enfoque en este proceso de optimización, es el tratamiento sistemático, tanto en la investigación de los factores, como en su optimización. Para realizar un experimento de manera más eficiente, se debe emplear un enfoque científico basado en criterios que eviten la subjetividad del experimentador, para lo cual se requiere un enfoque estadístico en la planificación de los experimentos (diseño experimental) para, así, poder llegar a conclusiones válidas y objetivas. 
El enfoque estadístico  en el diseño y análisis de un experimento, es necesario para que todos los involucrados en el experimento tengan una idea clara de exactamente qué se va a estudiar, cómo se van a recolectar los datos y al menos una comprensión cualitativa de cómo se van a analizar estos datos. Las optimizaciones sistemáticas se llevan a cabo de acuerdo con la siguiente secuencia general:
1. Reconocimiento y planteamiento del problema. Es el primer paso, y el más obvio. Es preciso tener una idea clara de para qué se va a plantear el diseño experimental y qué es lo que se quiere conseguir con él. A menudo se busca buscar las condiciones de trabajo para conseguir una señal instrumental más intensa o la menos interferida, en un proceso industrial, obtener el producto en el menor tiempo posible, el menor coste, etc.
2. Elección de los factores, niveles e intervalo. En este segundo paso es necesario establecer e identificar qué variables o factores afectan al resultado buscado. Al considerar los factores que pueden influir en el rendimiento de un proceso o sistema, el experimentador suele descubrir que estos factores pueden clasificarse como factores de diseño potenciales y en factores de interferencia. Cuando el número de factores o variables es reducido, pueden incluirse todos en el diseño experimental, pero si el número de estos es elevado, es preciso hacer una selección de aquellos factores que tienen mayor efecto sobre el resultado experimental y con ellos realizar el diseño. Una vez establecidos los factores que se incluirán en el estudio, es necesario establecer el intervalo de variabilidad de dichos factores y sus niveles de variación. El diseño puede ser para dos niveles de variación (el valor máximo y el mínimo del intervalo) o incluir uno más niveles intermedios. Hay que tener en cuenta que cuanto  mayor sea el número de factores a considerar y mayor el número de niveles de variación de estos, más complejo y amplio será el diseño resultante, lo que, desde el punto de vista estadístico hace que el diseño sea más fiable, pero por otro lado dispara el costo económico y el tiempo necesario para ejecutar el diseño en su totalidad. En algunos casos el objetivo del experimento simplemente es la detección de factores con mayor influencia o la caracterización de procesos. En estos casos, generalmente es mejor mantener bajo el número de niveles de factores.
3. Selección de la variable de respuesta. Es decir, que es lo qué se va a medir tras el experimento o cómo se va a hacer su seguimiento. Esta variable de respuesta puede ser una medida realizada con un instrumento y que tenga algún tipo de relación directa con el resultado del experimento. Por ejemplo, en un estudio estructural, puede ser la resistencia a la deformación del objeto que se va a fabricar o del material que se va a utilizar. La variable seleccionada como respuesta experimental debe ser aquella que realmente provea información útil sobre el proceso bajo estudio. En estudios en los que se busca la estabilidad del resultado en el tiempo (p.ej. estudios sobre el deterioro de materiales) la variable de respuesta puede ser los valores de la media de las réplicas realizadas a intervalos de tiempo determinados o los valores de sus desviaciones estándar.[13]
4. Elección del diseño experimental adecuado. Una vez decididos los factores, el intervalo y niveles de los factores y la variable de respuesta, el siguiente paso es realizar el diseño experimental en sí. La elección del diseño implica consideraciones relacionadas con el tamaño de la muestra (número de réplicas), la selección de un orden de ejecución adecuado para el ensayo experimental y la decisión de si se incluye algún tipo de restricción en el empleo de bloques o en la aleatorización.
5. Ejecución de los experimentos. Una vez hecho el diseño, es necesario ejecutar los experimentos y hacer las mediciones oportunas. Al realizar el experimento, es muy importante supervisar cuidadosamente el proceso para garantizar que todo se realice según lo previsto, ya que es fácil subestimar los aspectos logísticos y de planificación de la ejecución en un entorno complejo de fabricación o investigación y desarrollo. Coleman y Montgomery sugieren que, antes de realizar el experimento, suelen ser útiles algunas pruebas piloto.[14]
6. Análisis estadísticos de los resultados. Los datos obtenidos de los diferentes experimentos incluidos en el diseño deben ser evaluados mediante procedimientos estadísticos, con el fin de que las conclusiones que se deriven de ellos sean de naturaleza objetiva, nunca crítica.
7. Conclusiones y recomendaciones.

Durante todo este proceso, es importante tener en cuenta que la experimentación es una parte importante del proceso de aprendizaje, donde se formulan tentativas de hipótesis sobre un sistema, se llevan a cabo experimentos para investigar estas hipótesis y, en base a los resultados, se formulan nuevas hipótesis, y así sucesivamente, tal y como estable el método científico.

## Diseño factorial
Los diseños experimentales pueden ser de un solo factor o variable o de dos o más factores tratados simultáneamente. Cuando están implicados dos o más factores en el diseño experimental  (diseño multivariante o multifactorial) se suele recurrir a diseños factoriales, ya que se consideran muy eficientes para este tipo de experimentos, sobre todo al inicio de un estudio experimental, donde aún se desconocen los factores más influyentes, sus rangos de influencia y sus interacciones, y a que los diseños factoriales permiten realizar experimentos en todo el espectro de factores. Este tipo de experimentos permiten el estudio del efecto de cada factor sobre la variable respuesta, así como el efecto de las interacciones entre factores sobre dicha variable.
Los experimentos factoriales se basan en la variación simultánea de todos los factores en un número limitado de niveles, por lo que el número total de experimentos que deberán llevarse a cabo con este tipo de diseño se puede establecer de antemano, ya que matemáticamente se tratan de variaciones con repetición.  
{\displaystyle N=l^{k}}
Donde N indica el número total de experimentos en función de los niveles, l, elegidos y de los factores, k, incluidos en el experimento. De esta manera, en el caso de diseño factorial más sencillo, el de dos factores y dos niveles en cada factor (diseño factorial de 2×2) es necesario realizar 4 experimentos .  Para tres factores y dos niveles por factor, el número de experimentos será igual a 8 (23)  o si fuera para igual número de factores pero tres niveles, la cantidad total de experimentos a realizar sería N=33; es decir 27 y así sucesivamente.

### Notación
En los diseños experimentales en general, y en los factoriales en particular, es frecuente codificar tanto los factores, como los niveles en los que estos van a variar. Esto se hace por pura comodidad y para ahorrar espacio, sobre todo cuando los nombres de los factores son relativamente largos o complejos y los valores de los niveles, números grandes o con varios decimales, lo que dificulta su escritura. En cualquier caso, nada indica que no pueda hacerse el diseño experimental con factores y niveles sin codificar. También es habitual escalar los valores de los niveles. El escalado consiste en transformar los valores de las variables o factores de forma que estén confinados en un rango [a, b], típicamente [-1, 1].  A veces, cuando con el diseño experimental se busca encontrar qué factores tienen mayor influencia sobre la respuesta experimental, también se suele llevar a cabo una normalización. La normalización consiste en transformar las los factores de forma que todos compartan un mismo valor medio y una misma desviación media.
En este sentido, un diseño experimental que fuera de dos factores para dos niveles de variabilidad de cada factor, los factores podrían codificarse, por ejemplo, como factor A y factor B o, también, factor x1 y factor x2, o de cualquier otra forma que se crea oportuna. En cuanto a los niveles, si van a ser dos y van a estar escalados, el nivel más bajo de cada factor recibe la notación -1 y el más alto +1. En este caso particular, o en otros diseños para dos niveles, para simplificar, es frecuente utilizar solo los signos - y +. De esta manera, un diseño factorial de dos factores para dos niveles consistiría en cuatro experimentos (N = 22): experimento 1; − −, experimento 2; + −, experimento 3; − +, y experimento 4; + +.  También existen otras notaciones utilizadas en diseños de dos niveles, como por ejemplo, denominar el nivel más bajo con el valor 0 y el nivel mas alto con el valor 1. Otra notación, cuando los factores se han codificado con letras mayúsculas, es indicar con la misma letra que el factor, pero en minúscula, el experimento del diseño en que dicho factor se encuentra en el nivel máximo, dando por hecho que el otro se encuentra en su nivel mínimo. Cuando ambos factores se encuentran en el nivel máximo, el experimento se indica  con ambas letras y cuando coincide con la combinación en que todos los factores se encuentran en el nivel mínimo, el experimento se codifica con 1. La siguiente tabla muestra diferentes notaciones para un diseño N = 22.
| Experimento | Factor | Factor | Combinación | Factor | Factor |
| ----------- | ------ | ------ | ----------- | ------ | ------ |
| Experimento | A (x1) | B (x2) | Combinación | A (x1) | B (x2) |
| 1           | -      | -      | 1           | 0      | 0      |
| 2           | +      | -      | a           | 1      | 0      |
| 3           | -      | +      | b           | 0      | 1      |
| 4           | +      | +      | ab          | 1      | 1      |

Para mantener el principio de Fisher, de que los experimentos deben de ser replicados y aleatorizados para una mayor garantía estadística de los resultados finales, es muy recomendable que estos experimentos se repitan varias veces y siempre se ejecuten de forma aleatoria, no necesariamente en el orden del diseño, ya que de esta manera se minimizan ciertos errores sistemáticos debidos a variaciones incontroladas por el experimentador.

### Diseño factorial completo
Los diseños factoriales también pueden hacerse para un mayor número de factores o para un mayor número de niveles o ambas cosas a la vez. En la siguiente tabla se muestra como sería un diseño factorial para dos factores y tres niveles. En este caso, el número de experimentos (sin réplicas) sería N = 32; es decir nueve experimentos. Los factores y los niveles se muestran tanto codificados como no codificados, para una mejor apreciación de las relación entre ambos. Corresponde a un supuesto experimento en el que se buscan las condiciones óptimas para obtener el mejor rendimiento en una reacción química que depende, principalmente, del pH del medio y de la temperatura. Para realizar el diseño, una vez que se ha decidido que estos son los factores, el siguiente paso es establecer el intervalo de variabilidad de cada factor. Pongamos por caso, que debido a los conocimientos previos de que se dispone, el intervalo de pH puede variar entre 3 y 9 y el de la temperatura entre 10 y 40 °C. Como el diseño va a ser para tres niveles, se escogerá el nivel más bajo, el más alto y el intermedio de cada factor. En el diseño codificado estos serán [-1,0,1], que corresponderán a los valores de los factores 3, 6 y 9, para el pH y 10, 25 y 40 °C para la temperatura. Una vez que se han tomado estas decisiones, el siguiente paso es realizar tantos experimentos como posibles combinaciones puedan hacerse entre los factores y los niveles.
| Experimento | Factor (codificado) | Factor (codificado) |    | Factor (no codificado) | Factor (no codificado) |
| Experimento | x                   | y                   | pH | Temp. (°C)             |                        |
| ----------- | ------------------- | ------------------- | -- | ---------------------- | ---------------------- |
| 1           | 1                   | 1                   | 9  | 40                     |                        |
| 2           | 1                   | 0                   | 9  | 25                     |                        |
| 3           | 1                   | -1                  | 9  | 10                     |                        |
| 4           | 0                   | 1                   | 6  | 40                     |                        |
| 5           | 0                   | 0                   | 6  | 25                     |                        |
| 6           | 0                   | -1                  | 6  | 10                     |                        |
| 7           | -1                  | 1                   | 3  | 40                     |                        |
| 8           | -1                  | 0                   | 3  | 25                     |                        |
| 9           | -1                  | -1                  | 3  | 10                     |                        |

De igual manera, siguiendo el mismo procedimiento se pueden hacer diseños factoriales para más niveles  y/o para más factores. Estos diseños factoriales reciben el nombre de diseños factoriales completos y entre sus principales ventajas, están la de permitir realizar experimentos en todo el intervalo de factores  de forma equilibra,  ya que como se muestran en los ejemplos anteriores, el diseño presenta cierta simetría en las experimentos diseñados, esta simetría redunda en una simplificación a la hora de evaluar los datos obtenidos de dichos experimentos.

### Representación gráfica de los diseños 2k
Los diseños de dos niveles pueden ser representados gráficamente. Esto permite visualizar rápidamente el diseño y suele ser útil a la hora de la interpretación de las respuestas. Si el diseño es para dos factores, la gráfica resultante es un cuadrado que se obtiene a partir de un sistema binario de coordenadas cartesianas en las que cada eje representa un factor. En estos casos es frecuente, aunque no siempre, codificar los factores como x1 y x2 y cada experimento se representa por sus correspondientes coordenadas, que para facilitar su representación se suelen utilizar los  niveles escalados y centrados.

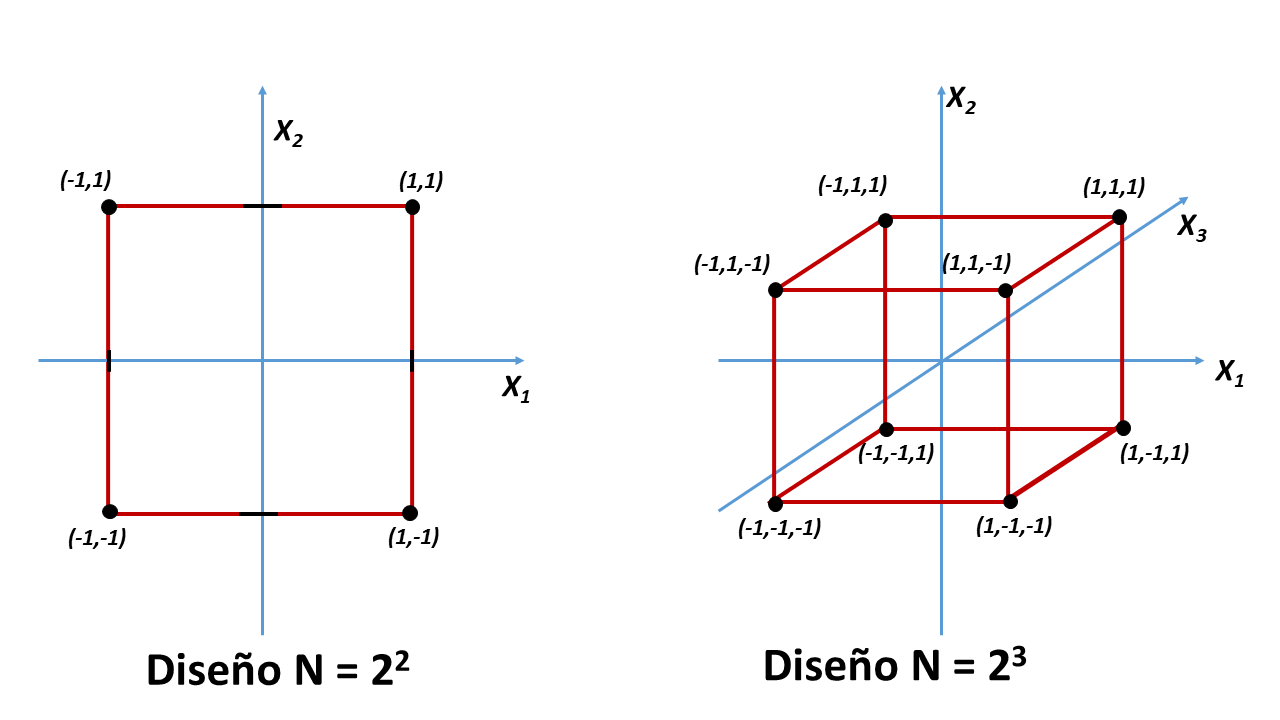
Diseños factoriales completos de dos y tres factores (variables) y dos niveles por variable, basados en modelos geométricos. Cada experimento corresponde a las coordenadas de los vértices.

De igual manera se procede para los diseños factoriales de tres factores y dos niveles (diseño 23), en cuyo caso el gráfico será un cubo, cuyos vértices representan los ocho experimentos. Cuando el diseño está dirigido al estudio de las respuestas experimentales, los resultados de las medidas correspondientes a cada experimento se colocan junto a cada vértice, de forma que de una sola mirada se puede apreciar el resultado que tiene cada combinación de niveles y factores sobre el resultado de los experimentos. 
También se han sugerido representaciones para más de tres factores. Cuando hay cuatro factores, la representación de los dieciséis experimentos (N = 24) se puede hacer con dos cubos; un cubo puede representar el cuarto factor en su nivel inferior y el otro cubo cubo puede representar el cuarto factor en su nivel superior. El número de cubos se puede duplicar para cada factor, pero este enfoque es menos útil con un mayor número de factores porque se vuelve cada vez más difícil prever los efectos.
En los casos de los diseños de más de dos niveles, también es posible representarlos gráficamente, aunque a medida que aumenta el número de niveles la representación gráfica se hace más compleja. El diseño gráfico para dos factores y tres niveles (N = 32), los nueve posibles experimentos se  obtendrían a partir de las coordenadas de los vértices, como en el diseño 2x2, a las que hay que añadir las cuatro coordenadas correspondientes al centro de cada lado del cuadrado mas las coordenadas del centro de la figura geométrica. En el caso de un diseño para tres factores y tres niveles, a las coordenadas de los vértices del cubo (8) hay que añadir  las correspondientes a los centros de cada arista (12), las de los centros de cada cara (6) y las coordenadas del centro del cubo, en total, veintisiete experimentos  (N = 33), que también se muestran en la tabla. 
| Experimento (coordenadas) | Factor (codificado) | Factor (codificado) | Factor (codificado) |  | Experimento (coordenadas) | Factor (codificado) | Factor (codificado) | Factor (codificado) |
| Experimento (coordenadas) | x1                  | x2                  | x3                  |  | Experimento (coordenadas) | x1                  | x2                  | x3                  |
| ------------------------- | ------------------- | ------------------- | ------------------- |  | ------------------------- | ------------------- | ------------------- | ------------------- |
| 1                         | 1                   | 1                   | 1                   |  | 15                        | 0                   | 0                   | -1                  |
| 2                         | 1                   | 1                   | 0                   |  | 16                        | 0                   | -1                  | 1                   |
| 3                         | 1                   | 1                   | -1                  |  | 17                        | 0                   | -1                  | 0                   |
| 4                         | 1                   | 0                   | 1                   |  | 18                        | 0                   | -1                  | -1                  |
| 5                         | 1                   | 0                   | 0                   |  | 19                        | -1                  | 1                   | 1                   |
| 6                         | 1                   | 0                   | -1                  |  | 20                        | -1                  | 1                   | 0                   |
| 7                         | 1                   | -1                  | 1                   |  | 21                        | -1                  | 1                   | -1                  |
| 8                         | 1                   | -1                  | 0                   |  | 22                        | -1                  | 0                   | 1                   |
| 9                         | 1                   | -1                  | -1                  |  | 23                        | -1                  | 0                   | 0                   |
| 10                        | 0                   | 1                   | 1                   |  | 24                        | -1                  | 0                   | -1                  |
| 11                        | 0                   | 1                   | 0                   |  | 25                        | -1                  | -1                  | 1                   |
| 12                        | 0                   | 1                   | -1                  |  | 26                        | -1                  | -1                  | 0                   |
| 13                        | 0                   | 0                   | 1                   |  | 27                        | -1                  | -1                  | -1                  |
| 14                        | 0                   | 0                   | 0                   |  |                           |                     |                     |                     |

Los experimentos que contienen todos los valores distintos de cero corresponden a las coordenadas de los vértices del cubo; los que contienen un cero,  a las aristas; los que contienen dos ceros a los centros de las caras y el experimento de los tres ceros, corresponde a las coordenadas del centro del cubo, ya que este coincide con el origen de coordenadas.

## Diseño factorial fraccionado
Siempre que el número de factores sea pequeño, los diseños factoriales completos pueden ejecutarse fácilmente. Sin embargo, con un número mayor de factores, el número de experimentos aumentará drásticamente. Así, para realizar factorial  en el que se consideran  4 niveles y 3 factores, se requieren  llevar a cabo N = 43 = 64 experimentos; para 4 factores  y 4 niveles, N = 44 =256 y para un diseño factorial de 10 factores, aunque solo se haga para dos niveles, el número de experimentos necesarios ya se eleva a 1024 experimentos, lo cual puede resultar impracticable. Esta es una de las principales debilidades de los diseños factoriales completos. Por otro lado, una cantidad tan grande de experimentos no siempre proporciona información adicional útil o interesante; por lo tanto, realizarlos todos supone una pérdida de tiempo y recursos.  Existen diferentes procedimientos  para reducir el número de experimentos. Uno de los más sencillos consiste en realizar solamente algunos experimentos, en número tal que sean representativos del total del diseño factorial para lo cual se han desarrollado reglas para generar un subconjunto correcto de los experimentos originales. Es lo que se conoce como diseño factorial fraccionado. 

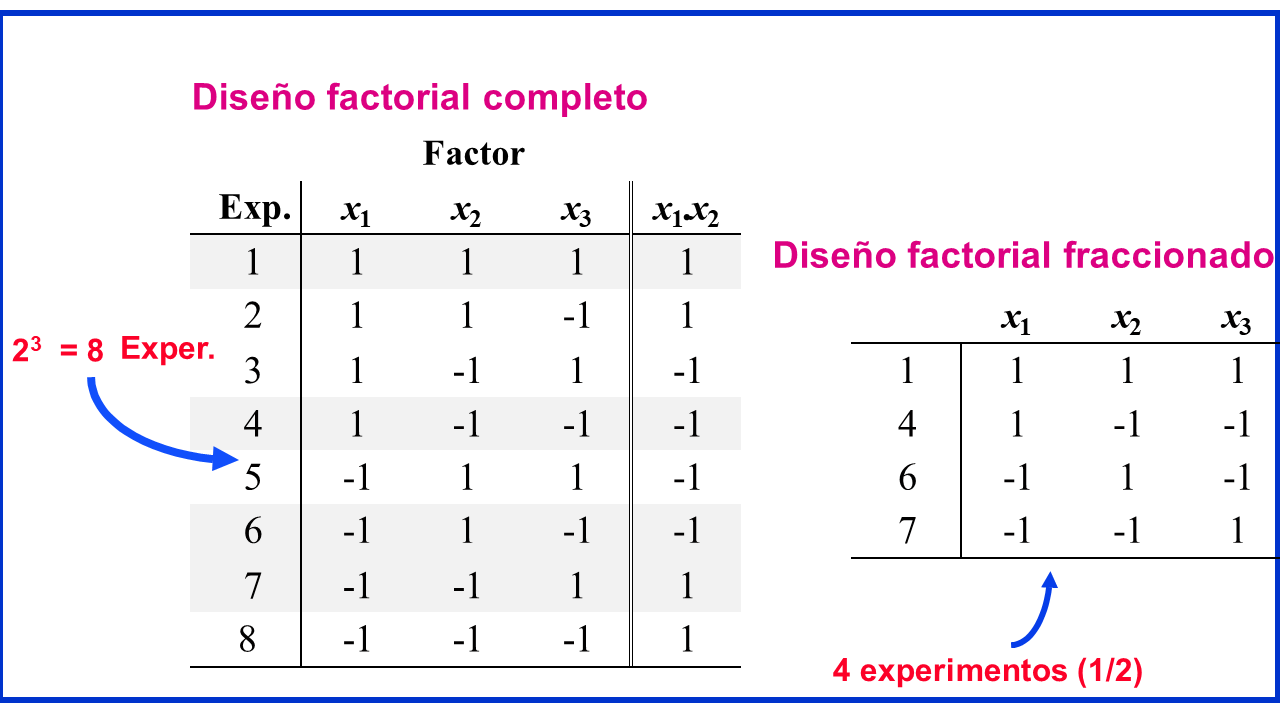
Diseño factorial completo y fraccionado para tres factores y dos niveles.

Para entender la mecánica de como se lleva a cabo el fraccionado del diseño, considérese un diseño sencillo de tres factores y dos niveles, es decir un diseño factorial N = 23 = 8 experimentos. Ahora es muy importante que los niveles estén codificados y escalados de forma simétrica, es decir, que necesariamente al nivel más alto de cada uno de los factores se codifique como 1 y al más bajo -1. Si se multiplica la columna correspondiente al factor x1 por la del factor x2 se obtiene una columna denominada producto de cruce o interacción x1•x2 (o también, fusión x1•x2). Observando atentamente esta columna, rápidamente se puede apreciar que en algunos casos este producto de cruce se corresponde con los niveles diseñados para x3. Si de este diseño factorial completo se extraen aquellos experimentos en que se da esta situación, se obtiene un nuevo diseño formado por cuatro experimentos, es decir la mitad de los iniciales. Se trata ahora de un diseño factorial fraccionado N= 2k-p. En el caso de dos niveles con  p = 1, la reducción del número de experimentos es la mitad. Son los llamados diseños factoriales de media fracción (1/2).   

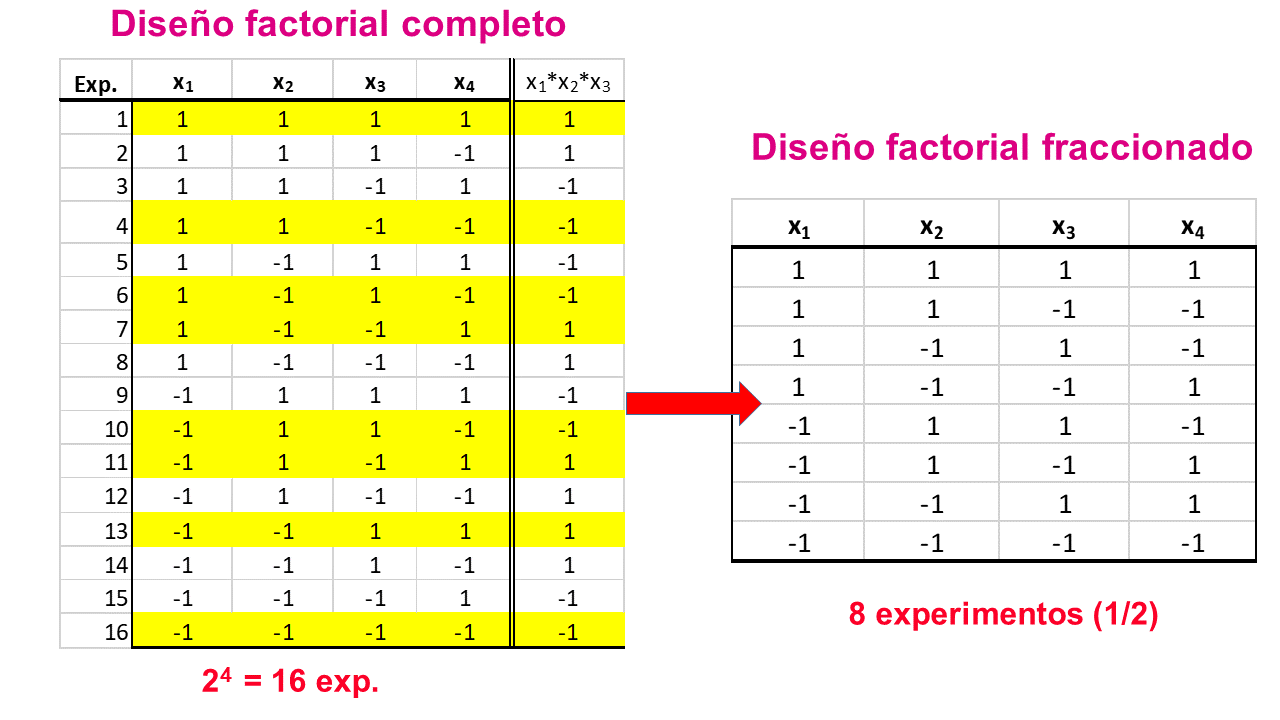
Diseño completo y fraccionado para cuatro factores y dos niveles

Siguiendo este procedimiento se pueden hacer fraccionamientos de cualquier diseño factorial completo para dos niveles, independientemente del número de factores que intervengan en el diseños. La columna de interacción o cruce se hace, como en el caso anterior, multiplicando las columnas de los n-1 factores y comparándola con la columna correspondiente al factor no implicado en la interacción. En todos los casos se consigue reducir a la mitad en número de experimentos del diseño completo.  
Si  se observa atentamente los dos diseños, el factorial completo y el fraccionado de cualquiera de las dos figuras anteriores, la correspondiente al diseño N = 23 y el correspondiente al diseño N = 24 , se aprecia en cada uno de ellos ciertas similitudes entre el diseño completo y el fraccionado:   
1. En ambos diseños la mitad de los experimentos comienzan por el nivel 1 y otra mitad por el nivel -1.
2. En ambos diseños, para cada factor hay igual número de experimentos en el nivel 1 que en el nivel -1.
3. Si observa, por ejemplo en el diseño N = 24 , la secuencia en que aparecen los niveles para el factor x2 en el diseño completo (1,1,1,1, -1,-1,-1,-1,...) es la misma que para el factor x1 en el diseño fraccionado. Lo mismo ocurre entre el factor x3 en diseño completo (1,1,-1,-1,...) respecto del x2 en el fraccionado y entre el factor x4 en diseño completo respecto del x3, en el fraccionado. Secuencias similares se pueden encontrar en otros diseños con un número diferentes de factores.

En cualquier caso, hay que tener en cuenta que a medida que se reduce el número de experimentos, la cantidad de información que puede ser obtenida a partir de ellos, también se ve reducida. Sin embargo, hay que tener en cuenta que no todas las interacciones serán significativas y que el propósito de los diseños experimentales a dos niveles suele ser simplemente determinar qué factores principales deben estudiarse en detalle posteriormente. En general, este enfoque es muy popular en muchas situaciones exploratorias y tiene la ventaja adicional de que los datos son fáciles de analizar. 

## Aplicaciones
El diseño de experimentos tiene una gran variedad de aplicaciones y puede ser aplicado a un gran número de industrias, la optimización de recursos, la identificación de causas de variabilidad son algunos de los objetivos del diseño de experimentos aplicados en nivel industrial.

### Aplicaciones según la clasificación de la industria
A continuación se muestran algunos ejemplos de aplicaciones existentes según el tipo de industria.

#### Industrias pesadas o de base
- Química pesada

Estudio de la composición para la elaboración de productos: Estudio de los valores más apropiados para la elaboración de compuestos químicos que requieran diversos componentes. Análisis del efecto de las condiciones del entorno en la elaboración del producto como la temperatura ambiente, humedad relativa etc.

#### Industrias de bienes de equipo
- Maquinaria

Medida de la variabilidad de los instrumentos de medida: Es posible aplicar el diseño de experimentos como herramienta para determinar y mejorar los índices de capacidad de un proceso concreto apoyándose en estudios de reproducibilidad y repetitividad.
Diseño de motores eléctricos: Estudio de las características constructivas del motor y su influencia en variables importantes como la pérdida de flujo y la constante de velocidad.
Diseño de electrodos: Estudio de los esfuerzos en los electrodos en función de la fuerza de aplicación y el tamaño del electrodo.
Diseño de elementos de sujeción: Análisis de la influencia de los parámetros geométricos en la resistencia de los remaches.
- Materiales de construcción

Estudios de corrosión: Estudios de la influencia del tiempo en la corrosión de aceros de construcción y metales en general.
Aplicaciones en el mecanizado: estudio de la variabilidad en los procesos de mecanizado, ayuda a la reducción de piezas defectuosas y aumento de la capacidad de producción.
- Producción de vehículos industriales

Estudio de procesos de soldadura: estudio de un proceso de soldadura, para determinar las variables que influyen en la resistencia de la soldadura.
- Industria aeronáutica

Optimización del proceso de anodizado y pintado: optimizar los procesos de anodizado y pintado para conseguir una buena protección anticorrosion.

#### Industrias ligeras o de uso y consumo
- Farmacia y química ligera
- Informática y telecomunicaciones

Estudio del rendimiento de una red informática: Realizando simulaciones es posible cuantificar el rendimiento y las variables críticas que hacen que la transferencia de datos en la red sea económicamente rentable.
Mejora del rendimiento de un procesador: Se usa para determinar el impacto que tienen variables importantes como la temperatura y las horas de uso en el rendimiento del procesador.
Reducción del tiempo del CPU: El estudio se basa en la aplicación del diseño de experimentos para determinar la mejor combinación de factores que reduzcan el tiempo de CPU.
Optimización de materiales en semiconductores: Estudio de las propiedades eléctricas del arsienuro de galio dopado con silano.
Diseño de filtros pasivos: se utiliza el diseño de experimentos para determinar los valores de las tolerancias de los componentes para optimizar los circuitos.
- Biotecnología

Operaciones en un sistema de fangos activos: optimizar y entender las reacciones que se dan en el tratamiento secundario de una EDAR, por ejemplo, los fangos activos.

## Un ejemplo
Un ingeniero quiere estudiar la resistencia de una pieza plástica sometida a temperaturas cambiantes. La pieza puede ser elaborada con tres tipos de plástico distintos. De ahí que se plantee las siguientes preguntas:
- ¿Qué efecto tienen la composición de la pieza y la temperatura en la resistencia de la pieza?
- ¿Existe algún material con el que la pieza resulte más resistente que con cualquiera de los otros dos independientemente de la temperatura?

Para darles respuesta, el ingeniero se plantea realizar una batería de experimentos. Cada uno de ellos consiste en tomar una pieza de un material dado, someterla a una temperatura prefijada y aplicarle una presión hasta que la pieza se quiebre. El grado de presión necesario será la medida de resistencia de la pieza.
Por fijar ideas, selecciona tres temperaturas, -20 °C, 20 °C y 60 °C. Por lo tanto, puede realizar 9, es decir, 3x3, pruebas distintas. Además, decide repetir cada una de las 9 pruebas 4 veces cada una. Finalmente, decide aleatorizar las pruebas, es decir, desordenarlas aleatoriamente en el tiempo.
Tras realizar los experimentos, obtiene 36, es decir, 4x9, medidas de resistencia distintas. A partir de ese momento, realiza un estudio cuantitativo utilizando técnicas estadísticas, como la ANOVA, que ya no forman parte propiamente de la fase del diseño experimental.

## Ejemplo numérico
Una empresa manufacturera desea saber que factores son más importantes en el proceso de mecanizado, para obtener el mejor acabado superficial en uno de sus productos. Para realizar el experimento se han identificado 3 parámetros que se consideran de importancia, la velocidad de giro de la máquina, el avance y el radio de la herramienta.
Se ha decido realizar un experimento a dos niveles (alto y bajo), con 3 factores.
Los datos tomados son los siguientes.
| Corrida | Velocidad de giro (RPM) | Avance (mm/rev) | Radio de la herramienta ( pulgadas)o | Acabado superficial |
| ------- | ----------------------- | --------------- | ------------------------------------ | ------------------- |
| 1       | 588                     | 0,004           | 1/64                                 | 50,50,55,50         |
| 2       | 588                     | 0,004           | 1/32                                 | 145,150,100,110     |
| 3       | 588                     | 0,008           | 1/64                                 | 160,160,160,155     |
| 4       | 588                     | 0,008           | 1/32                                 | 180,190,195,200     |
| 5       | 1182                    | 0,004           | 1/64                                 | 60,60,60,55         |
| 6       | 1182                    | 0,004           | 1/32                                 | 25,35,35,30         |
| 7       | 1182                    | 0,008           | 1/64                                 | 160,160,160,160     |
| 8       | 1182                    | 0,008           | 1/32                                 | 80,70,70,80         |

Para el análisis del experimento se toma la siguiente notación
- Factor A: Velocidad de giro (RPM)
- Factor B: Avance (mm/rev)
- Factor C: Radio de la herramienta ( pulgadas)
- Respuesta: Acabado superficial

Primero es necesario definir la matriz que tome tanto los efectos principales, como las interacciones entre ellas. Según muchos autores, se suele despreciar las interacciones de tercer orden o superiores ya que no influyen de manera significativa. La matriz para nuestro caso, queda como sigue.
| Combinaciones de Tratamientos | A  | B  | C  | AB | AC | BC | ABC | RESPUESTA       |
| ----------------------------- | -- | -- | -- | -- | -- | -- | --- | --------------- |
| 1                             | -1 | -1 | -1 | 1  | 1  | 1  | -1  | 145,150,100,110 |
| a                             | 1  | -1 | -1 | -1 | -1 | 1  | 1   | 25,35,35,30     |
| b                             | -1 | 1  | -1 | -1 | 1  | -1 | 1   | 180,200,190,195 |
| ab                            | 1  | 1  | -1 | 1  | -1 | -1 | -1  | 70,70,80,80     |
| c                             | -1 | -1 | 1  | 1  | -1 | -1 | 1   | 50,50,50,55     |
| ac                            | 1  | -1 | 1  | -1 | 1  | -1 | -1  | 55,60,60,60     |
| bc                            | -1 | 1  | 1  | -1 | -1 | 1  | -1  | 155,160,160,160 |
| abc                           | 1  | 1  | 1  | 1  | 1  | 1  | 1   | 160,160,160,160 |

Con esta matriz se pasa a realizar el análisis de la influencia de cada componente sobre la respuesta utilizando el análisis de la varianza (ANOVA).
La tabla ANOVA inicial queda como sigue:
| Fuentes de Variación | Contraste | Suma de Cuadrados | grados de libertad | Cuadrado Medio | Fo         | Ft     |
| -------------------- | --------- | ----------------- | ------------------ | -------------- | ---------- | ------ |
| A                    | -810      | 20503,125         | 1                  | 20503,125      | 212,789189 | 4,2596 |
| B                    | 1270      | 50403,125         | 1                  | 50403,125      | 523,102703 | 4,2596 |
| C                    | 20        | 12,5              | 1                  | 12,5           | 0,1297     | 4,2596 |
| AB                   | -110      | 378,125           | 1                  | 378,125        | 3,92432    | 4,2596 |
| BC                   | 400       | 5000              | 1                  | 5000           | 51,89189   | 4,2596 |
| AC                   | 880       | 24200             | 1                  | 24200          | 251,1567   | 4,2596 |
| ABC                  | 60        | 112,5             | 1                  | 112,5          | 1,1675     | 4,2596 |
| ERROR                |           | 2312,5            | 24                 | 96,3541667     | 34,02659   |        |
| TOTAL                |           | 102921,875        | 31                 | 3320,06048     |            |        |

Se puede apreciar en la tabla inicial que las interacciones ABC, no afectan significativamente a la respuesta, pues su Fo es menor a Ft. Así pues elminamos la interacción ABC (antes se había mencionado que estos efectos son despreciables de manera directa por varios autores), y pasamos a recalcular la tabla ANOVA,y elminamos aquellos elementos cuyas Fo sean menor a Ft. Es necesario recordar que no es posible eliminar los efectos principales si existen interacciones dobles donde estas se encuentren, es decir no es posible eliminar A, sin antes haber eliminado AC y AB.
la tabla final de la ANOVA es la siguiente.
| Fuentes de Variación | Contraste | Suma de Cuadrados | grados de libertad | Cuadrado Medio | Fo         | Ft     |
| -------------------- | --------- | ----------------- | ------------------ | -------------- | ---------- | ------ |
| A                    | -810      | 20503,125         | 1                  | 20503,125      | 212,789189 | 4,2252 |
| B                    | 1270      | 50403,125         | 1                  | 50403,125      | 523,102703 | 4,2252 |
| C                    | 20        | 12,5              | 1                  | 12,5           | 0,1297     | 4,2252 |
| BC                   | 400       | 5000              | 1                  | 5000           | 51,89189   | 4,2252 |
| AC                   | 880       | 24200             | 1                  | 24200          | 251,1567   | 4,2252 |
| ERROR                |           | 2803,,125         | 26                 | 107,8125       | 38,0730051 |        |
| TOTAL                |           | 102921,875        | 31                 | 3320,06048     |            |        |

Como se puede apreciar en la tabla, no es posible eliminar el efecto principal C aun si su Fo es menor a su Ft, ya que existen las interacciones BC y AC las cuales son significativas. La tabla ANOVA nos muestra que la influencia de los efectos principales A,B,C y los interacciones dobles AC y BC tienen una importancia no despreciable en la respuesta. Para cuantificar que tanto influye cada elemento, pasamos a calcular su efecto y los coeficientes de la ecuación que predecira la respuesta en función de los elementos que hemos considerado como importantes.
| Fuentes de Variación | Efecto     | Coeficiente | Intersección de la recta |
| -------------------- | ---------- | ----------- | ------------------------ |
| A                    | 5125,7815  | 2562,89063  | 106,5625                 |
| B                    | 12600,7813 | 6300,39063  |                          |
| C                    | 3,125      | 1,5625      |                          |
| BC                   | !250       | 625         |                          |
| AC                   | 6050       | 3025        |                          |

El diagrama de Pareto para nuestro caso, revela el peso que tiene cada elemento en la respuesta. Se puede apreciar la importancia de cada elemento en orden descendente.
1. Avance: es la variable que más influye en el acabado superficial, si se quiere tener una mejor respuesta es necesario actuar sobre esta variable.
2. Velocidad de Giro y radio de la herramienta: esta interacción doble representa también una variable no menospreciable y la actuación sobre estas dos variables lograra tener una mejor respuesta.
3. Velocidad de Giro: si bien parece que está en tercer lugar, su efecto en la respuesta es casi idéntica a la interacción doble, por lo que es actuar sobre esta variable mejoraría la respuesta.
4. Avance y radio de la herramienta: el efecto conjunto de estas dos variables muestra una influencia en la respuesta significativa estadísticamente pero no tan grande como las anteriores.
5. Radio de la herramienta: su efecto es casi imperceptible sin embargo no es posible eliminarla por la existencia de interacciones dobles